# Michèle Monier
Michèle Monier, née le 16 juillet 1946 à Thugny-Trugny (Ardennes), est une footballeuse internationale française évoluant au poste de milieu de terrain. Elle est capitaine de l'équipe de France lors de son premier match officiel.

## Biographie
En juillet 1968, elle est factrice dans les Ardennes lorsqu'elle répond à une petite annonce de Pierre Geoffroy dans L'Union pour un match féminin organisé lors de la kermesse annuelle du quotidien. C'est pour elle l'occasion de jouer avec des filles plutôt que des garçons.

### Carrière en club
Michèle Monier évolue au poste de n°10 au FCF Reims, qui devient par la suite le Stade de Reims, de 1968 à 1975.

### Carrière internationale
Michèle Monier est capitaine, de l'équipe de France lors du premier match féminin officiel reconnu par la FIFA, une victoire 4 à 0 contre les Pays-Bas.
Elle participe ensuite à la Coupe du monde non officielle au Mexique, obligée de démissionner pour l'occasion, ce qu'elle n'hésite pas à faire.

## Culture
L'aventure de la création de l'équipe féminine de football de Reims puis de la première équipe de France féminine de football est racontée dans le film Comme des garçons de Julien Hallard,.